# Brian Moore
Brian Moore (* 25. August 1921 in Belfast; † 11. Januar 1999 in Malibu, Kalifornien) war ein irisch-kanadischer Schriftsteller und Drehbuchautor.

## Werdegang
Moore war der Sohn eines irischen Chirurgen und Nationalisten und wurde katholisch erzogen; Moores intensive Auseinandersetzung mit dem Katholizismus wie dem Glauben insgesamt spiegelt sich in vielen seiner Romane wider. Im Zweiten Weltkrieg diente er als Sanitäter. Nach dem Krieg arbeitete Moore für das UN-Hilfswerk in Polen. Hier begann er, Reportagen zu schreiben. 1948 verließ Moore Irland und wurde kanadischer Staatsbürger. Von 1948 bis 1952 arbeitete er für die Zeitung The Gazette in Montreal und publizierte gleichzeitig unter dem Pseudonym Michael Bryan Thriller. Sein erster, 1956 unter eigenem Namen veröffentlichter Roman The Lonely Passion of Judith Hearne brachte ihm ein Guggenheim-Stipendium in New York ein. Als Alfred Hitchcock ihn mit dem Drehbuch zu Torn Curtain (1966) beauftragte, ließ er sich in Kalifornien nieder. Von 1976 bis 1989 lehrte Moore an der University of California in Los Angeles.
Moore erhielt zahlreiche Literaturpreise wie den Prix littéraire du Québec (1958) oder den Hughes Irish Fiction Award (1988). Moore war Mitglied bei Aosdána. Sein Werk erscheint auf Deutsch im Zürcher Diogenes Verlag.

## Werke
- 1956 The Lonely Passion of Judith Hearne (dt. Die einsame Passion der Judith Hearne), Diogenes 1988, ISBN 3-257-01765-0
- 1958 The Feast of Lupercal (dt. Saturnischer Tanz)
- 1961 The Luck of Ginger Coffey (dt. Ginger Coffey sucht sein Glück)[1]
- 1962 An Answer from Limbo (dt. Die Antwort der Hölle)
- 1963 Canada (Sachbuch)
- 1965 The Emperor of Ice-Cream (dt. Der Eiscremekönig)
- 1968 I am Mary Dunne  (dt. Ich bin Mary Dunne)
- 1970 Fergus (dt. Strandgeburtstag), Diogenes 1996, ISBN 3-257-06105-6
- 1971 The Revolution Script (Sachbuch)
- 1972 Catholics (dt. Katholiken)
- 1975 The Great Victorian Collection (dt. Die Große Viktorianische Sammlung)
- 1977 The Doctor’s Wife (dt. Die Frau des Arztes)
- 1979 The Mangan Inheritage (dt. Mangans Vermächtnis)
- 1981 The Temptation of Eileen Hughes (dt. Die Versuchung der Eileen Hughes)
- 1983 Cold Heaven (dt. Kalter Himmel)
- 1985 Black Robe (dt. Schwarzrock)
- 1987 The Colour of Blood (dt. Die Farbe des Blutes), Diogenes 1989, ISBN 3-257-01834-7
- 1990 Lies of Silence (dt. Dillon)
- 1993 No Other Life (dt. Es gibt kein anderes Leben)
- 1995 The Statement (dt. Hetzjagd), Diogenes 1997, ISBN 3-257-06152-8
- 1997 The Magician’s Wife (dt. Die Frau des Zauberers)

## Filmografie (Auswahl)
Literarische Vorlage
- 1973: Katholiken (Catholics) – Regie: Jack Gold
- 1987: Die große Sehnsucht der Judith Hearne (The lonely passion of Judith Hearne) – Regie: Jack Clayton
- 1988: The Temptation of Eileen Hughes – Regie: Tristram Powell (TV)
- 1990: Black Robe – Am Fluß der Irokesen (Black Robe) – auch Drehbuch – Regie: Bruce Beresford
- 1990: Cold Heaven – Regie: Nicolas Roeg
- 2003: The Statement – Regie: Norman Jewison – mit Michael Caine

Drehbuch
- 1964: Das Glück des Ginger Coffey (The luck of Ginger Coffey) – Regie: Irvin Kershner
- 1966: Der zerrissene Vorhang (Torn curtain) – Regie: Alfred Hitchcock
- 1984: Das Blut der Anderen (The Blood of Others) – Regie: Claude Chabrol – nach einem Roman von Simone de Beauvoir
- 1987: Control  (Control – the day before) – Regie: Giuliano Montaldo – mit Ben Gazzara, Erland Josephson, Ingrid Thulin

## Notizen
1. ↑  für den Englisch-Unterricht empfohlen: Montreal ist der Schauplatz ... der ironisch-tragikomischen Geschichte eines irischen Einwanderers, dessen Träume und Hoffnungen mit den Realitäten seiner neuen Heimat kollidieren. Gingers Probleme sind aber nicht nur die des Immigranten, der sich in einer neuen Lebenssituation und einem fremden soziokulturellen Umfeld zurechtfinden muss. Sie rühren auch von seinen persönlichen Schwächen her, seinem Hang zur Selbsttäuschung und zur Täuschung anderer, den zu überwinden er lernen muß. Barbara Korte, Vorschläge zur Behandlung anglo-kanadischer Romane im Englischunterricht der gymnasialen Oberstufe. Über Suchmaschinen online zugänglich: Sonderdrucke aus der Albert-Ludwigs-Universität Freiburg

| Personendaten    | Personendaten                                       |
| ---------------- | --------------------------------------------------- |
| NAME             | Moore, Brian                                        |
| KURZBESCHREIBUNG | irisch-kanadischer Schriftsteller und Drehbuchautor |
| GEBURTSDATUM     | 25. August 1921                                     |
| GEBURTSORT       | Belfast                                             |
| STERBEDATUM      | 11. Januar 1999                                     |
| STERBEORT        | Malibu, Kalifornien                                 |